# Нове Життя (Коростенський район)
Нове́ Життя — село в Україні, у Коростенському районі Житомирської області. Населення становить 30 осіб.
Колишній орган місцевого самоврядування — Нововороб'ївська сільська рада.

## Населення

### Мова
Розподіл населення за рідною мовою за даними перепису 2001 року:
| Мова       | Кількість | Відсоток |
| ---------- | --------- | -------- |
| українська | 30        | 100%     |